# Taur Matan Ruak
Pour les articles homonymes, voir De Vasconcelos.
José Maria de Vasconcelos, né le 10 octobre 1956 à Baguia (en) dans le Timor portugais, mieux connu sous le nom de guerre Taur Matan Ruak (qui signifie Deux yeux perçants en tétoum), est un homme politique timorais. Il est président du Timor oriental de 2012 à 2017 et Premier ministre de 2018 à 2023.
Avant son entrée en politique, il est commandant des FALINTIL des F-FDTL de 2002 au 2 octobre 2011. Avant de servir dans le F-FDTL, il est le commandant des Forces armées de libération nationale du Timor oriental (ou FALINTIL) qui agit comme groupe de résistance pendant l'Occupation indonésienne du Timor oriental de 1975 à 1999.
Quittant la vie militaire en 2011, il se présente comme candidat indépendant lors de l'élection présidentielle de 2012 qu'il remporte au second tour face à Francisco Guterres. Ne se représentant pas en 2017, il revient en politique  après les élections législatives anticipées de 2018 à la suite desquelles il devient premier ministre le 22 juin. Après avoir annoncé démissionner le 25 février 2020, il revient sur sa décision le 8 avril  afin de gérer la pandémie de COVID-19.

## Biographie

### Période coloniale

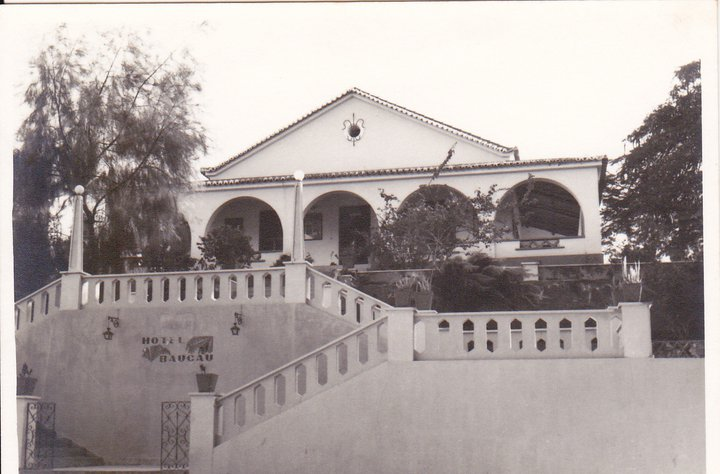
L'hôtel de Baucau (1970)

Né à Baguia, le jeune José Maria de Vasconcelos s'installe avec son oncle à Dili où il fréquente l'école primaire de 1963 à 1968.
Employé dans un hôtel de Baucau à l'âge de 15 ans en 1971, il organise une grève des employés contre les conditions de travail après 18 mois d'embauche. Déclenché afin d'obtenir des augmentations de salaire, d'une meilleure alimentation et de plus de respect pour les salariés, la grève est cependant un échec.
S'établissant à Dili où il est embauché à l'hôtel Resende en 1973, il organise une grève dès 1974. La grève est à nouveau un échec, mais permet l'émergence de militants pour les droits des travailleurs dont José Ramos-Horta et Xanana Gusmão.

### République démocratique du Timor oriental
Après la révolution des Œillets en 1974, le processus de décolonisation commence avec une courte guerre civile et une déclaration unilatérale d'indépendance mettant en place la république démocratique du Timor oriental avec une administration du FRETILIN auquel adhère Vasconcelos.

### Occupation indonésienne
Lors de l'invasion indonésienne du Timor oriental par les troupes indonésiennes le 7 décembre 1975, il prend le maquis dans les collines avec la récente FALINTIL du FRETILIN. En tant que combattant, il participe aux batailles contre l'armée indonésienne à Dili, Aileu, Maubisse, Ossu (en), Venilale (en), Uatolari (en) et finalement à Laga (en) sur la côte nord-est où il s'installe. La première nomination officielle du major-général Ruak dans la FALINTIL survient en 1976. De 1976 à 1979, il monte la hiérarchie du FALINTIL jusqu'à devenir commandant de compagnie.
Taur Matan Ruak et d'autres se regroupent l'année suivante à la base de Monte Legumau (Monte Apara) et recommencent les opérations de guérillas après la chute de la dernière poche de résistance timoraise campée dans la montagne Matebian le 22 novembre 1978. Après la mort du commandant et dernier président de l'éphémère république du Timor oriental, Nicolau dos Reis Lobato le 31 décembre 1978, il reçoit l'ordre de poursuivre la guérilla afin de la déviée vers l'est du territoire. Durant une mission visant à localiser des survivants des campagnes d'annihilations indonésiennes, Matan Ruak est capturé dans la région de Viqueque le 31 mars 1979. Après 23 jours, il s'échappe et rejoint les forces du FALINTIL dans les montagnes,.

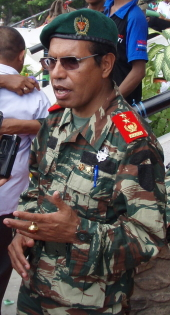
Major-général Taur Matan Ruak (2009)

En mars 1981, il est nommé assistant du chef d'état-major adjoint du FALINTIL, responsable des opérations de commandement dans le secteur Est et plus tard dans le secteur Centre. Promu responsable de la planification stratégique des opérations de commandos dans le secteur Est en mars 1983, il est transféré comme conseiller militaire pour le même genre d'opération dans le secteur Ouest en 1984. Après une dizaine d'années, il est promu chef d'état-major adjoint en 1986 et devient responsable des opérations de commandos sur l'ensemble du territoire.
En novembre 1992, le commandant en chef Xanana Gusmão est capturé à Dili et Taur Matan Ruak est promu chef d'État-major. Il devient aussi commandant après le décès du commandant Nino Konis Santana le 11 mars 1998. Après la démission de Gusmão du FALINTIL, Ruak devient commandant en chef de l'organisation. Après l'indépendance du pays le 20 mai 2002, il devient chef des forces armées timoraises (Chefe Estado Maior General Forças Armadas) et est promu major-général en 2009.

## Carrière politique
Taur Matan Ruak joue un rôle majeur lors de la crise timoraise de 2006. Le 2 octobre 2006, la Commission indépendante d'enquête des Nations unies fait plusieurs recommandations incluant la mise en accusation de certains individus. L'enquête démontre aussi que Rogerio Lobato, le ministre de la Défense Roque Rodrigues et le chef des forces de défense Taur Matan Ruak auraient illégalement transféré des armes à des civils pendant la crise,.
Ruak démissionne de sa position de commandant du F-FDTL le 2 septembre 2011 après plus de 30 ans de service. La passation de pouvoir vers le lieutenant-général Lere Anan Timur se fait le 6 octobre 2011. À ce moment, des spéculations émanent quant à son éventuelle candidature à la présidentielle et annonce vouloir annoncer sa décision au cours de l'année 2012.

### Président de la République
Candidat à l'élection présidentielle de 2012, soutenu par le Congrès national de reconstruction timoraise (CNRT) au pouvoir, il arrive deuxième au premier tour. L'élection est alors un test pour la jeune démocratie et relègue en troisième position le président sortant José Ramos-Horta,. Ruak est élu avec 61,2 % des voix au second tour le 17 avril 2012, contre Francisco Guterres (Fretilin). Il succède à Romas-Horta le 20 mai.
Assermenté président le 20 mai 2012, soit le jour du 10e anniversaire de l'accession à l'indépendance, à la fois Taur Matan Ruak et José Maria Vasconcelos sont les noms officiels du nouveau président. Dès juin 2013, il effectue une série de visites communautaires dans les régions les plus reculées du pays.

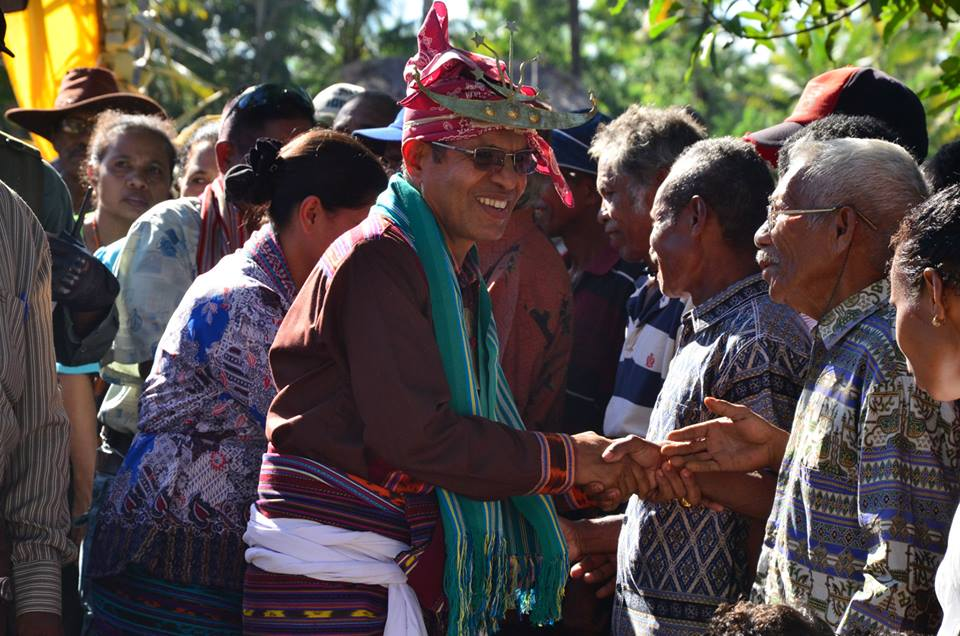
Le président Taur Matan Ruak en visite à (2015)

Après l'entrée du parti d'opposition FRETILIN au gouvernement à partir du 16 février 2015, le Parlement national se retrouve techniquement sans opposition. Le président considère alors devoir agir comme un contrepoids au parlement et mentionne : « Puisqu’il n’y a pas de parti d’opposition, le président assume ce rôle. ». Il oppose son veto sur le budget en 2016 en considérant que trop de grands projets sont mis en œuvre avec trop peu d'amélioration pour les services de base. Néanmoins, malgré les critiques précédentes du FRETILIN au gouvernement, le parlement rejette à l'unanimité le veto du président,.
Au début 2016, un différend survient avec le commandant en chef des forces armées à la suite de la proposition du parlement de renouveler le mandat de Lere Anan Timur. Le président optait alors pour la nomination de Filomeno Paixão à ce poste. Devant ce fait, le parlement et le gouvernement jugeant qu'il s'agissait d'une violation de la constitution, entament une procédure de destitution contre Matan Ruak. Lors d'un discours au parlement, Matan Ruak tente de justifier sa décision en affirmant qu'autrement, il accuse les anciens premiers ministres et chefs du CNRT et FRETILIN, Xanana Gusmão et Marí Alkatiri d'exercer un traitement préférentiel dans l'accord des contrats d'État. D'après le président, il indique qu'un tel comportement avait entraîné la chute du dictateur indonésien Suharto. Il fait également des allégations de corruption contre l'ancien président Francisco Guterres et critique les grands projets à Oé-Cusse et sur la côte sud. Le président maintient aussi qu'il serait préférable d'investir dans l'amélioration de la qualité de vie des Timorais. Par la suite, la Cour suprême du Timor oriental (en) juge que la décision du président quant à la nomination du commandant en chef était : « caractéristique de la fonction politique de l'exercice du pouvoir  ». La demande d'injonction contre la nomination de Paixão est donc rejetée. La tribunal admet tout de même ne pas pouvoir prendre de mesures contre un acte politique, même si celui-ci est illégal et se déclare incompétent dans le litige en cours. Le 15 avril, une nouvelle proposition du gouvernement est publiée et ce dernier propose alors Pedro Klamar Fuik au poste de commandant en che,. Le jour même Matan Ruak accepte la nomination. Alors que le CNRT estime que le PD s'était rangé du côté du président, la coalition est dissoute et les membres du PD au gouvernement quittent le parti.
Taur Matan Ruak réussit son objectif de devenir le premier président à visiter les 442 sucos du pays pendant son mandat. Selon Matadalan le président aurait utilisé ces voyages à travers dans le but de construire sa popularité en vue des élections législatives à venir.

### Premier ministre

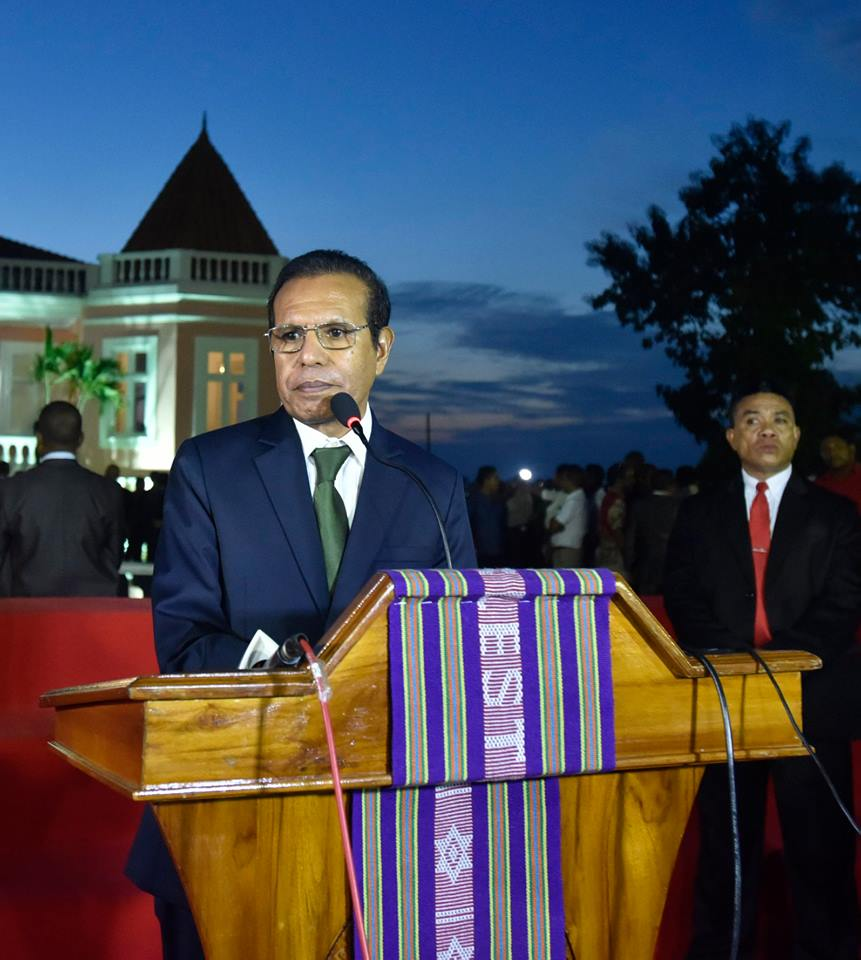
Taur Matan Ruak lors de sa prestation de serment au poste de premier ministre en 2018

Rapidement, Matan Ruak se rapproche du nouveau parti PLP, nouvellement fondé en décembre 2015. Le 3 mars 2017, il met fin aux spéculations et annonce vouloir se présenter avec cette formation politique lors des législatives du 8 juillet 2017 pour briguer le poste de premier ministre. Lors du mois de décembre précédent, il avait rejeté d'autres candidatures,. Alors qu'il était président, il s'excluait de toute adhésion à un parti politique. À la suite de la passation de pouvoir avec son successeur Francisco Guterres, Matan Ruak est élu chef du parti PLP lors d'une convention le lendemain,. 

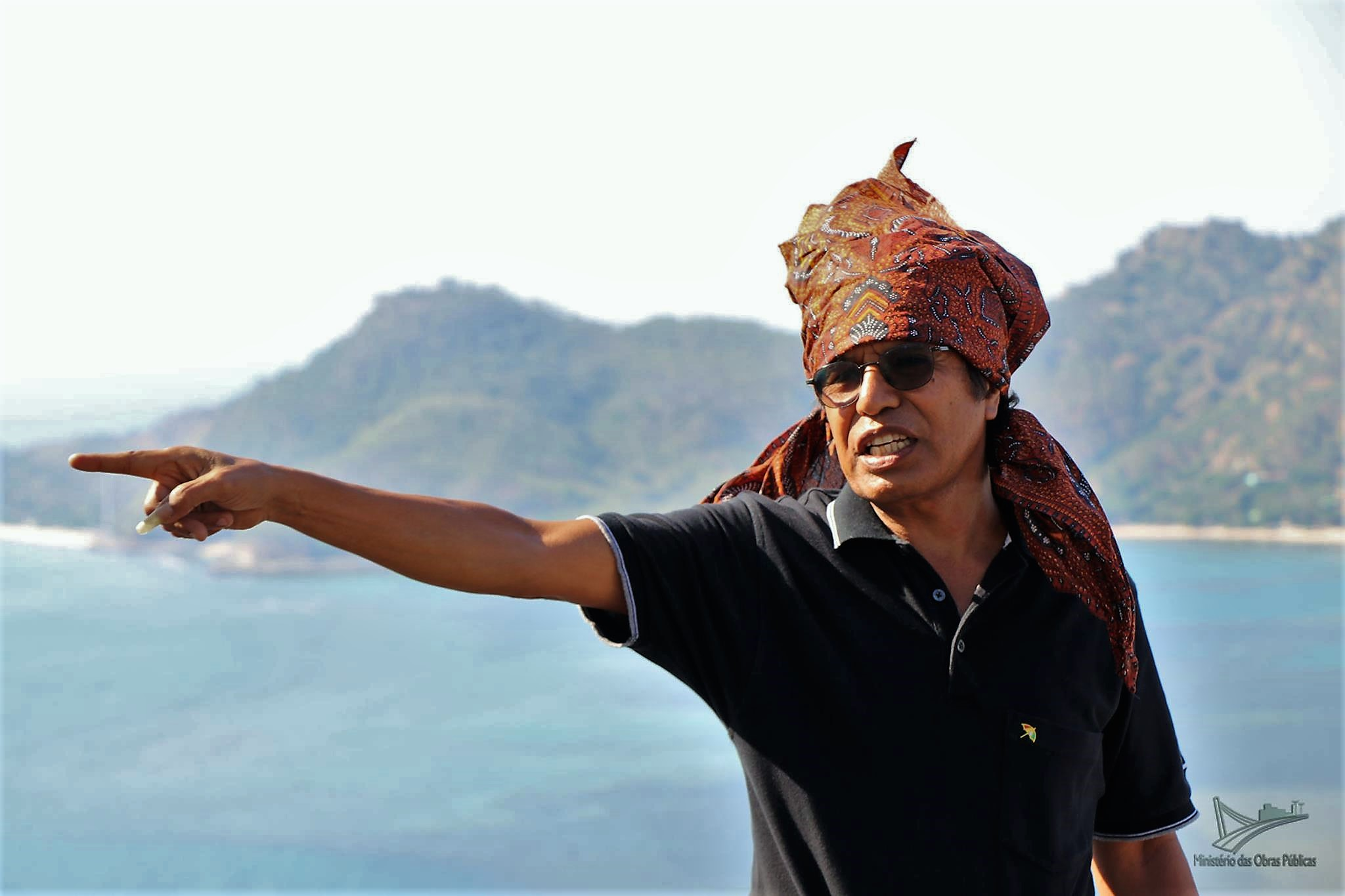
Taur Matan Ruak (2021)

À la suite des législatives de 2017, Taur Matan Ruak est premier dans la liste du PLP et fait son entrée au parlement. Par contre il renonce à son poste pour permettre à Signi Chandrawati Verdial (de) de siéger.
À la suite des législatives de 2018, Matan Ruak est candidat sur une liste conjointe du PLP avec l'AMP (Aliança para Mudança e Progresso). Trois semaines après les élections anticipées, l'AMP Matan Ruak est nommé comme candidat au poste de premier ministre. Démissionnant de son siège de député lors de la première journée de la session le 13 juin, Matan Ruak prête serment en tant que premier ministre dirigeant le VIIIe gouvernement. Après avoir échoué à faire voter le budget de 2020, il présente sa démission le 24 février 2020. En raison de la menace que représente la pandémie de COVID-19, il retire sa démission le 8 avril après consultation avec le président Guterres.
Après un remaniement parmi les coalitions au gouvernement, Matan Ruak reprend le ministre de l'Intérieur le 24 juin 2020.
En tête de liste du PLP lors des législatives de 2023, le parti ne remporte que quatre sièges. Matan Ruak remet sa démission lors de la première session du nouveau parlement,.

## Vie privée
Le général Ruak épouse la juriste et femme politique Isabel da Costa Ferreira en mai 2001. Celle-ci décède le 18 juin 2023.

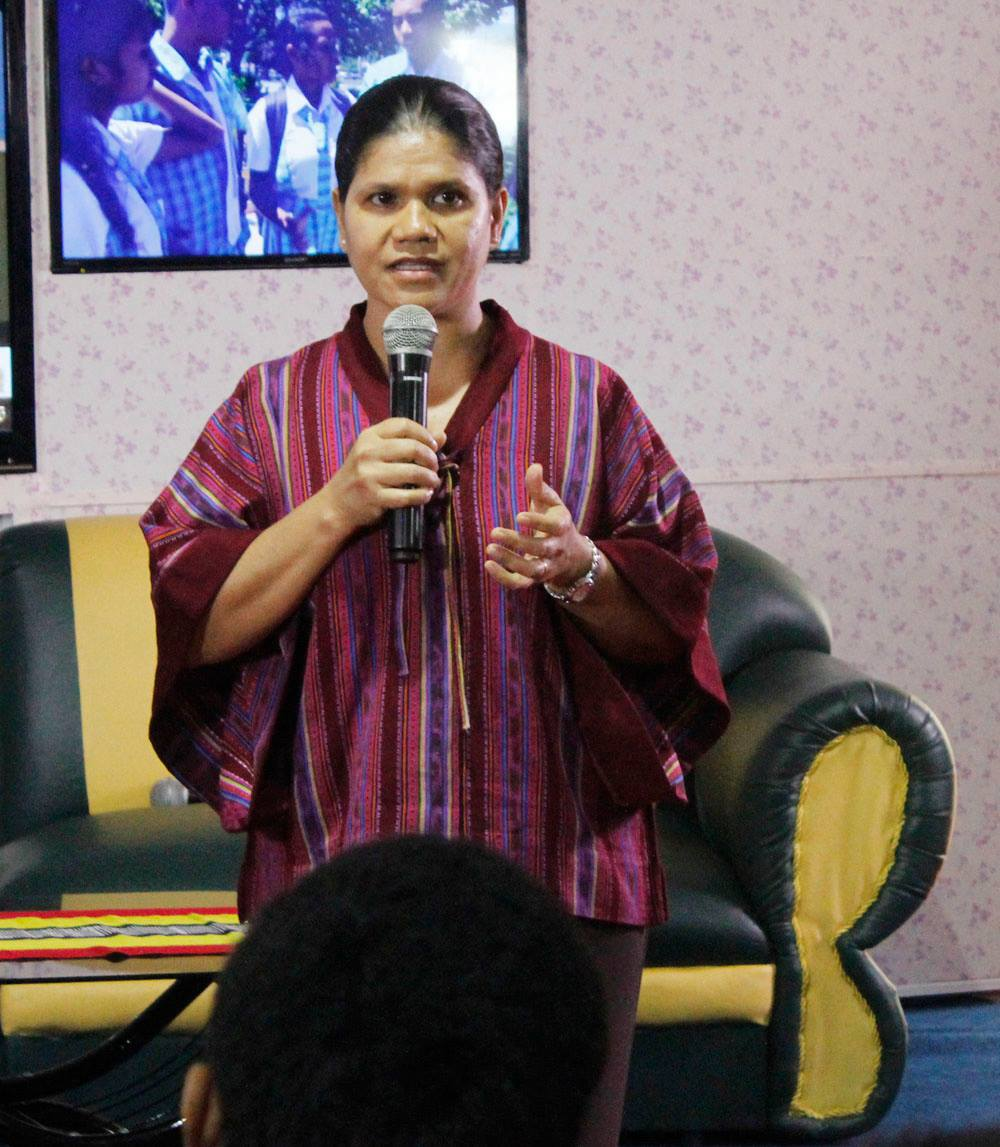
Isabel da Costa Ferreira, son épouse, en 2016
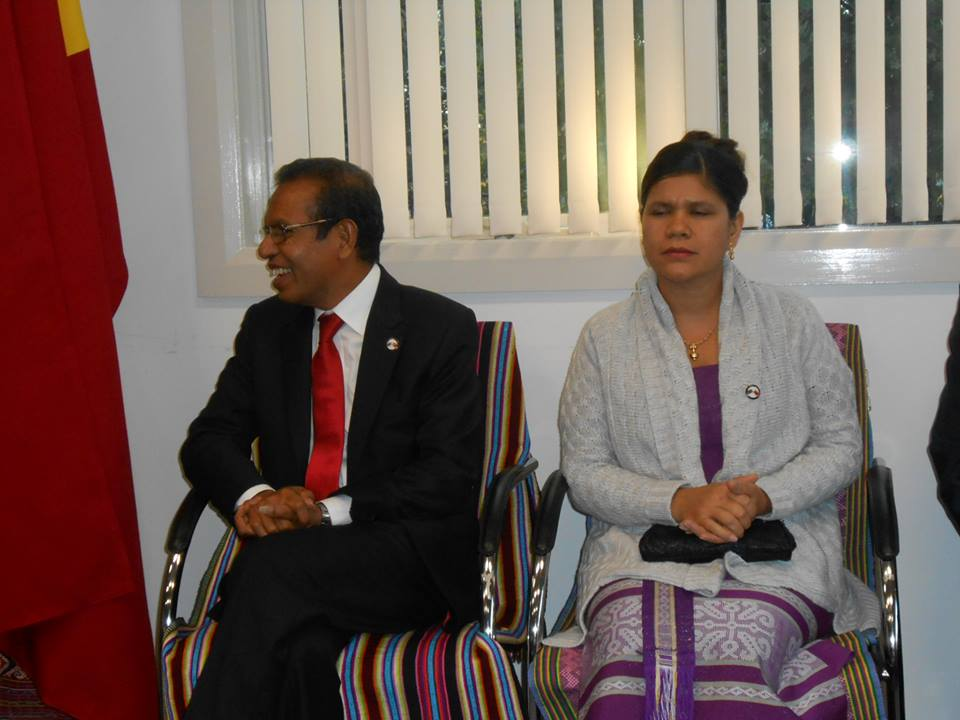
Le couple présidentiel en 2013.

## Honneurs
- Grand-croix avec collier de l'ordre de l'Infant Dom Henri, Portugal (10 mai 2012)[43]
- Grand-collier de l'ordre du Timor Oriental (19 mai 2017)[44]